# Eberhard Stock
Eberhard Stock (* 17. Juni 1933 in Bernburg (Saale)) ist ein deutscher Germanist und Sprechwissenschaftler.

## Leben
Nach dem Abitur studierte Stock von 1952 bis 1956 Germanistik und Sprechwissenschaft an der Martin-Luther-Universität Halle-Wittenberg. Seit 1956 arbeitet er am Institut für Sprechwissenschaft und Phonetik in Halle. Er promovierte 1962 zum Dr. phil. und habilitierte sich 1970. Im Jahr 1973 wurde er zum Professor für Sprechwissenschaft berufen. Von 1967 bis 1976 und von 1981 bis 1993 war er Leiter des Sprechwissenschaftlichen Instituts in Halle. Darüber hinaus war er Teil des Redaktionskollektivs für das im Bibliographischen Institut Leipzig erschienene Wörterbuch der deutschen Aussprache und das Große Wörterbuch der deutschen Aussprache. Seine Forschungsschwerpunkte sind die Phonetik, Phonologie, Intonation und Orthoepie sowie Deutsch als Fremdsprache. Er emeritierte 1998.

## Schriften
- Schiller als Sprecher. 1962.
- Schillers Verhältnis zur gesprochenen Sprache. 1966.
- Wie spricht mein Kind? 1967.
- Grundfragen der Melodisierung im deutschen Aussagesatz. 1970.
- Deutsche Satzintonation. 1971.
- Anforderungen an mündlich abzugebende Informationen. 1972.
- Sprechwirkung. 1976.
- Ziele und Methoden der Sprecherziehung. 1976.
- Phonologie der deutschen Gegenwartssprache. 1980.
- Untersuchungen zu Form, Bedeutung und Funktion der Intonation im Deutschen. 1980.
- Sprechwirkungsforschung, Sprecherziehung, Phonetik und Phonetikunterricht. 1982.
- Probleme und sprechwissenschaftliche Methoden der Kommunikationsbefähigung. 1987.
- Deutsche Intonation. 1996.
- Aktuelle Facetten der Sprechwissenschaft. 2002.
- Sprechrhythmus im Russischen und Deutschen. 2002.
- Eva-Maria Krech, Eberhard Stock, Ursula Hirschfeld, Lutz Christian Anders: Deutsches Aussprachewörterbuch. Mit Beiträgen von Walter Haas, Ingrid Hove und Peter Wiesinger. de Gruyter, Berlin, New York 2009. ISBN 978-3-11-018202-6.